# Sirius Aero
Sirius Aero (Russisch: Авиакомпания Сириус-Аэро) is een Russische luchtvaartmaatschappij met haar thuisbasis in Moskou.

## Geschiedenis
Sirius Aero is opgericht in 1999.

## Vloot
De vloot van Sirius Aero bestaat uit:(nov.2006)
- 5 Tupolev TU-134A